# Juan Arcones
Juan Arcones Endériz (Madrid, 22 de junio de 1986) es un periodista y escritor español que alcanzó gran popularidad con la publicación de la novela ilustrada  "Alguien para ti", una historia de amor entre dos adolescentes homosexuales. 
El escritor comenzó a popularizarse publicando narraciones en la plataforma Wattpad. Actualmente, es reconocido por su rol como activistaLGTBQIA+, temática que pone de manifiesto en sus escritos para dar cuenta de la importancia de narrar tramas que representen e identifiquen a jóvenes no heterosexuales.

## Biografía
Estudió Comunicación audiovisual en la Universidad Complutense de Madrid desde 2004, finalizando sus estudios el año 2009 en la Escuela de Cine de Nueva.

## Carrera profesional
Sus comienzos en la escritura fueron a través de la plataforma web Wattpad, donde también publicó su libro "Alguien para ti" y el libro, que solo se encuentra disponible en esta plataforma, "El mundo entre nosotros".
En 2014 publicó su primer libro llamado "Dextrocardiaco" un libro de narrativa romántica erótica. En el año 2016 publicó "Komorebi" una novela contemporánea. "Basoréxico", publicado en 2019, es la continuación de "Dextrocardiaco". En el mismo año también publicó el libro "Eterno amor adolescente", una novela contemporánea compuesta por historias cortas. En el año 2020 publicó "Imborrable", una novela contemporánea juvenil. En 2022 publica "Alguien para ti", en Wattpad y como libro físico, una novela romántica juvenil.

### Como Guionista y director
En el año 2016 escribió y dirigió la adaptación teatral de su libro "Dextrocardiaco", con Ventura Rodríguez, Javier Santiago, Alba Fontecha, Laura Put y Brays Efe en el reparto, Álvaro Espinosa en la escenografía y Gemma Rodriguez en diseño de luces.

## Obras

### Libros
Novela
- Dextrocardiaco (2014)
- Komorebi (2016)
- Basoréxico (2019)
- Eterno Amor Adolescente (2019)
- Imborrable (2020)
- Alguien Para ti (2022) Forma parte de la serie Alguien para ti
- Alguien Para mi (2022) Forma parte de la serie Alguien para ti
- Alguien Para nosotros (2023) Forma parte de la serie Alguien para ti
- Mi Probable Favorito (2023)
- Un rey de verano (2024)
- Un rey de invierno (2024)
- Heartbreak Point (2025)

### Guion y Dirección
- Dextrocardiaco obra teatral (2016)